# Neostylopyga jambusanensis
Neostylopyga jambusanensis es una especie de cucaracha del género Neostylopyga, familia Blattidae.

## Distribución
Esta especie se encuentra en Malasia (Sarawak).